# Mosse
För andra betydelser, se Mosse (olika betydelser).

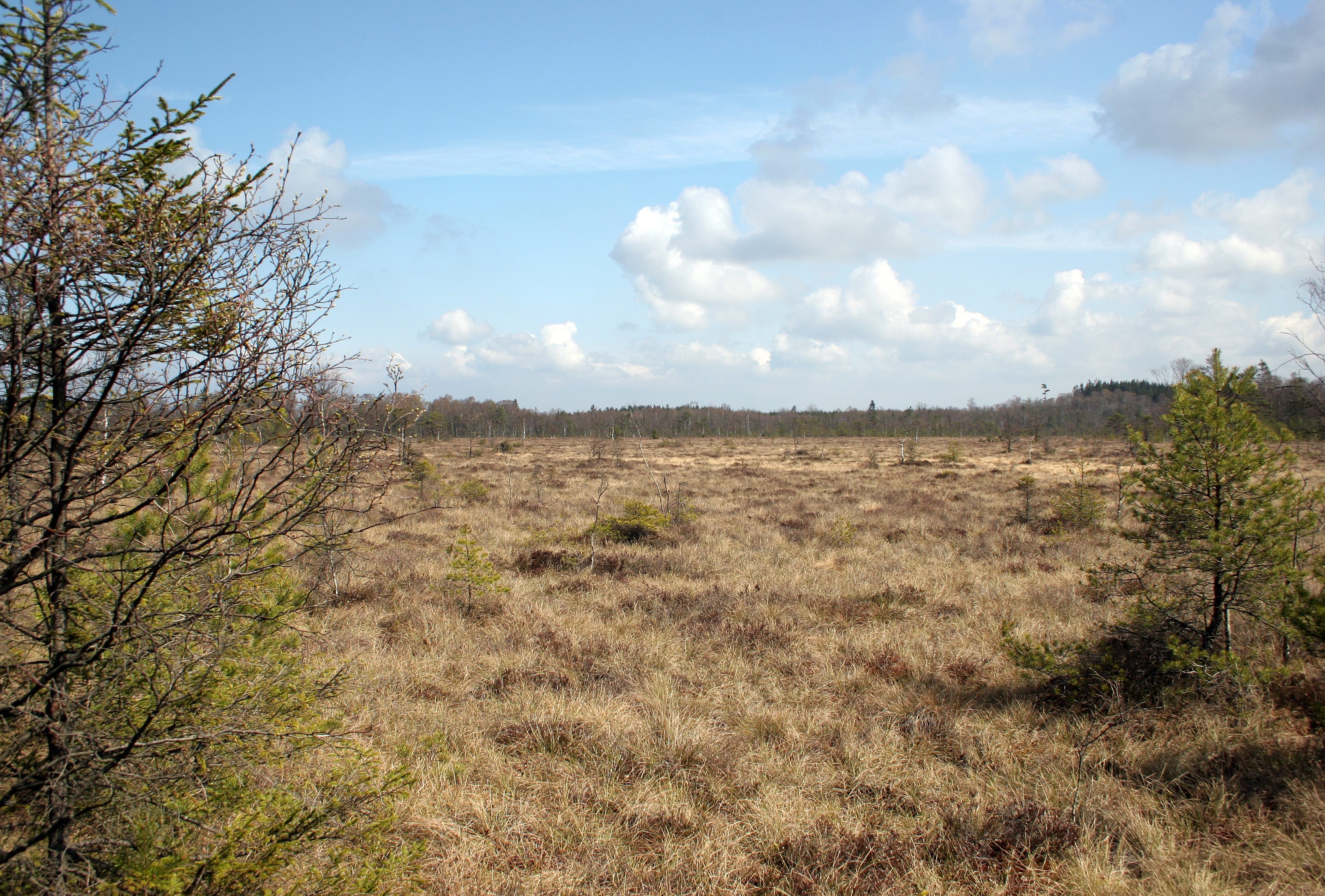
Traneröds mosse i Klåveröd är västra Skånes enda orörda högmosse, med ett torvdjup på cirka tio meter.

Mosse är en våtmark i form av en myr vars vatten nästintill enbart kommer från direkt nederbörd. Vattnet är mycket fattigt på näringsämnen eftersom det inte har passerat någon näringsberikande mineraljord. Det är dessutom mycket surt (lågt pH). Mossens vegetation är artfattig och ofta risdominerad.

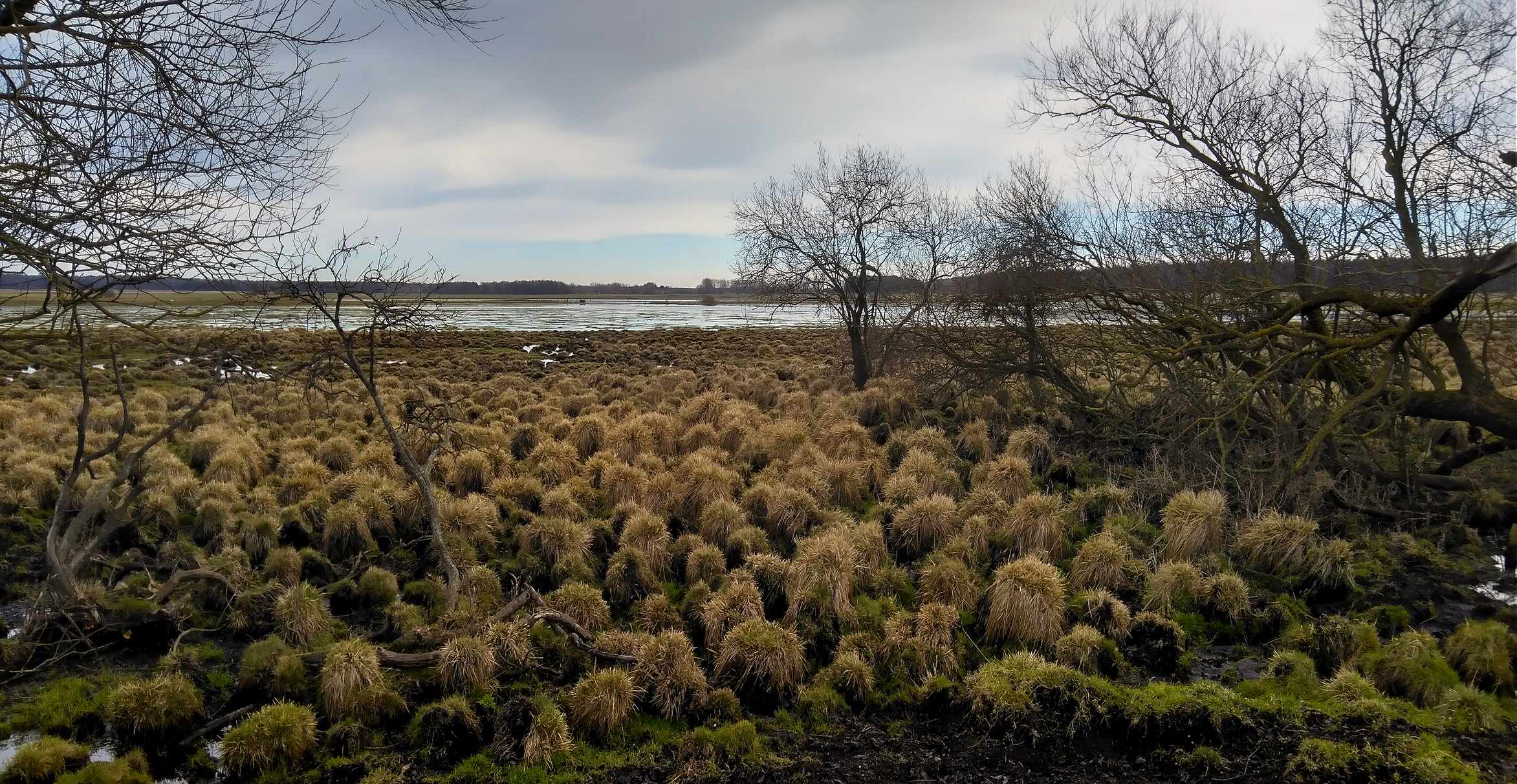
Grästuvor på Öja mosse i Ystad

## Kärr och högmossar

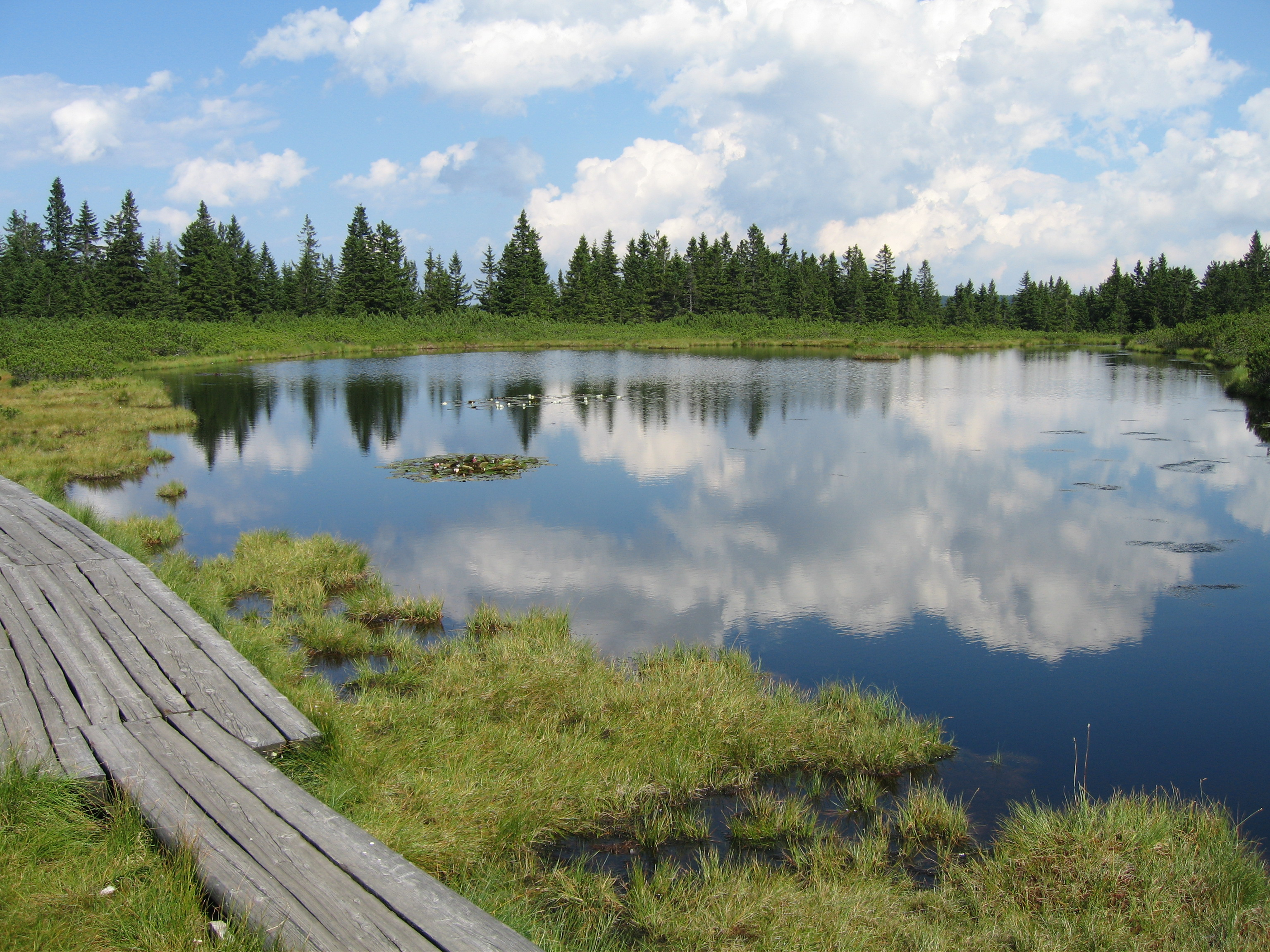
Högmosse i Slovenien.

Med ordet mosse avser man vanligen torvmark, men i vissa trakter endast en viss typ av torvmark, högmossar. Med mosse i vidsträckt betydelse, det vill säga torvmark, torvmosse eller myr, menar man vanligen en i markytan liggande avlagring som huvudsakligen består av jordarter som bildats av delvis nedbrutna växtdelar som producerats av platsens vegetation och som ansamlats under en lång tid. Beroende på vilken typ av växtsamhälle som producerat dessa jordarter, betecknas torvmarkerna som kärr eller mossar i inskränkt betydelse, det vill säga högmossar.
Kärr (lågmossar) har bildats av växtformationer, vars fördelning och utveckling framför allt bestäms av växtplatsens allmänna hydrologiska förhållanden (det vill säga en angränsande sjös vattenstånd eller grundvattenståndet).
En högmosse skapar i viss mån själv sin hydrologi oberoende av vattenståndet. Fysionomiskt skiljer man på kärr och högmossar genom att endast högmossarna har en tät bottenmatta av vitmossa (Sphagnum), som också är den dominerande växttypen i denna vegetation. På kärren dominerar halvgräs (till exempel olika starrarter och ängsull). Om det finns en bottenmatta av mossor, består denna aldrig av vitmossor, utan av brunmossor (till exempel Amblystegium).
Kärr och högmossar får, när de utvecklats länge, helt olika struktur och form. Men eftersom de flesta torvmarker börjat sin utveckling som kärr och först i ett mera framskridet stadium fått karaktären av högmosse, handlar den följande beskrivningen av torvmarkernas allmänna utveckling och byggnad företrädesvis om kärren.
Torvbildningarnas lagertjockhet är mycket växlande. Medeldjupet av södra Sveriges torvmarker är omkring 2 meter, Norrlands omkring 1,5 meter. Ganska ofta påträffas torvlager med ett djup av 5–6 meter, någon enstaka gång ända upp till 10 meter. Vanligtvis ingår då högmossebildningar i lagerföljden. Vissa nordtyska och irländska mossar har upp till 15 meters djup.

## Förekomst
Högmossar har varit talrikt förekommande i Sverige liksom i övriga delar av nordvästra Europa under hela postglacialtiden. Dock har de vid och efter den klimatförändring (till det kallare), som inträffade ungefär 2 500 år före vår tid, i hög grad tilltagit i omfång och talrikhet. Vissa delar av Sverige samt än mera det atlantiska klimatområdet, till exempel nordvästra Tyskland, måste genom de väldiga försumpningar som då inträffade ha fått sin landskapliga fysionomi avsevärt förändrad. I Sverige finns högmossar framför allt i de södra och mellersta kalkfattiga skogstrakterna: småländska höglandet, Älvsborgs län, Östergötlands och Närkes skogsbygder, mellersta Sveriges bergslag, Värmland och sydvästra Dalarna. Däremot är högmossar sällsynta eller saknas fullständigt i Norrland samt i de södra kalkrika provinserna, som södra Skåne, Gotland och Öland.
I många fall utgörs högmossarnas bottenlager av forna gungflyn som brett ut sig över de sista resterna av en igenväxande sjö. I andra fall har de tallskogar som en gång klädde flertalet av Sveriges kärr fått en undervegetation av mindre fuktighetsälskande vitmossor, som senare efterträtts av högmossbildande arter.

## Bildningsprocess
Torvmarker, såväl kärr som högmossar, kan uppkomma dels genom igenväxning av sjöar (sjömossar), dels genom att torvbildning sker på fast mark, som aldrig, eller endast tidvis blir översvämmad (slätt-, dal- och platåmossar), dels på sluttningar som översilas av framsipprande grundvatten (backmossar, hängmossar).
Dessa grupper innefattar en mängd torvmarkstyper som var och en kännetecknas av den ordningsföljd i vilken de torvbildande växtsamhällena på grund av de nämnda faktorernas inverkan har avlöst varandra. Vanligtvis går utvecklingen från fuktigare stadier till torrare, beroende på att torvbildningen med tiden gör att markytan ligger allt högre i förhållande till vattennivån.

### Sjömossar
I sjömossarna kommer underst i lagerföljden jordarter som är avsatta i öppet vatten (till exempel gyttjor och sjötorv) och som innehåller rester av vattenväxter, till exempel av Nymphaeacéer, Potamogeton, Phragmites, Scirpus lacustris och Equisetum limosum.
Ovanför dessa kommer kärr- eller gungflybildningar av olika typ, som saknar lämningar av växtarter som hör hemma i det öppna vattnet och i stället har starrester, till exempel vattenklöver Menyanthes trifoliata, Calla palustris och Comarum palustre, översvämningsmarkernas karaktärsväxter. Går man vidare uppåt i lagerföljden så övergår jordarten med tiden i skogstorv med stubbar, grenar, blad och så vidare, underst av lövträd (sälg, klibbal, glasbjörk), högre upp av barrträd (tall, och ibland gran).
När formlig tallskog uppträder på mossen, innebär detta vanligtvis att den nått sin utvecklings slutpunkt. Torvytan har nämligen då nått en höjd att torvlagrets tillväxt avstannar, för att de döda växtdelar som produceras där, nu bryts ned nästan fullständigt, precis som på vanlig fast mark. Ovanför skogslagret kan man dock i de flesta mossar träffa på ett torvlager som avsatts under fuktigare förhållanden än det närmast underliggande.

### Övriga mossar
Ett likartat utvecklingsförlopp gäller i huvuddrag också för torvmarkerna av den andra typen. Där saknas dock sjöavlagringar, och kärrtorvarter bildar lagerföljdens bas. De flesta av Norrlands myrar hör till denna grupp.
Hos backmossarna, vars yta fortfarande hålls fuktig av översilande vatten, blir utvecklingen – och därmed lagerföljden – helt olika de två första gruppernas. Här finns nämligen ingen allmän tendens mot större torrhet. Lagerföljden i dessa mossar är vanligtvis en till synes slumpmässig växling mellan olika kärrtorvstyper, med eller utan inlagringar av sjötorv och gyttja samt (i kalkrika trakter) kalktuff och bleke. Backmossarnas yta är ganska starkt lutande, och torvytans lutning bestäms av underlagets. Torvmarker i de båda andra grupperna har däremot, så länge de förblir kärr, i stort sett horisontell yta. Kring igenväxande sjöar och andra vattendrag bildas dock en svag lutning mot vattnet.
Mossar i inskränkt betydelse (högmossar) bildas av växtsamhällen som kännetecknas av en täckande bottenmatta av  vitmossor, ibland med insprängda tuvor av busklavar (Cladinas) samt mer eller mindre täta bestånd av ljung, kråkris (Empetrum), odon (Myrtillus uliginosa), skvattram (föråldrat namn Ledum palustre, efter omklassificering Rhododendron tomentosum), rosling (Andromeda polifolia), tuvull (Eriophorum vaginatum), tuvsäv (Trichophorum caespitosum), vitag (Rhynchospora), vissa starrarter och så vidare.
Den stora merparten av den ur dessa växtsamhällen bildade torven (vitmosstorv) utgörs av rester av vitmossor (Sphagnum/Spaghnum). På grund av vitmossornas struktur har vitmosstorven stor förmåga att suga upp och hålla kvar vatten (upp till 25 gånger sin egen vikt i torrt tillstånd). När torven är mättad med fuktighet är den nästan ogenomtränglig för vatten. Detta gör att hela sjöar kan bli uppdämda av vitmosstorvlager kring utloppen. Vitmosstorvens dämmande förmåga är en av orsakerna till högmossarnas egendomliga tillväxtsätt. Under sin utveckling har högmossen en lång serie av växtsamhällen som kännetecknas av de ovannämnda växtarterna i olika kombinationer och vart och ett med sitt avgränsade fuktighetskrav.

#### Högmossars utveckling
Serien börjar vanligtvis med en formation av fuktighetsälskande vitmossor (flytvitmossa, Sphagnum cuspidatum-gruppen) med glest fältskikt av kallgräs (Scheuchzeria palustris), småag (Rhynchospora) och starr (mest Carex limosa). Slutstadiet är ett hedartat växtsamhälle med ymnig ljung och med bottenmattans vitmossor nästan fullständigt bortträngda av lavar. Mellan dessa ytterlighetstyper finns ett stort antal mellanformer. Ju mera vegetationen närmar sig hedtypen, desto svagare blir torvbildningen, och på den fullt utbildade mossheden har torvbildningen nästan helt avstannat. En högmosse som helt nått detta stadium skulle alltså vara död. En genomskärning av en någorlunda mäktig högmosse visar dock inte ett sådant utvecklingsförlopp. Torvens egenskaper ger nämligen inte en jämnt avtagande fuktighet uppåt. I stället finner man en vanligen flera gånger upprepad växellagring mellan ljusa, föga förmultnade torvbäddar som bildats av mera fuktighetsälskande vitmossor och starkt förmultnade, nästan smöriga lager, som bildar något oregelbundet löpande mörka ränder i den ljusa torvmassan och vilkas ursprung – hedartad ljung-lavmosse – tydligt framgår genom förekomsten av ljung- och rester av renlav (Cladina). Högmossen har alltså under sitt fortväxande gång på gång repeterat den ovan skisserade utvecklingen. Denna företeelse kallas högmossarnas regeneration.
Förklaringen till regenerationen är denna: Som en följd av olika intensiv torvbildning eller lokal förstöring av redan färdigbildad torv blir mossytan ojämn. Eftersom vitmosstorven har en höggradig uppdämningsförmåga, fylls sänkorna med vatten, och betingelserna för torvbildning blir gynnsammare på punkter, där torvbildningen förut kanske varit nästan eller helt avstannad. Varje sänka utgör så att säga en mosse i miniatyr, med självständig utveckling. Medan en sådan miniatyrmosse håller på att färdigbildas, uppstår i dess grannskap nya sänkor, som i sin tur fylls med torv. På detta sätt staplas den ena miniatyrmossen på den andra, och högmossens tillväxt kan fortgå, ända tills den upptornade, av vatten genomdränkta torvmassan av sin tyngd flyter ut åt sidorna. Detta sker genom så kallade mosseruptioner, som ofta får karaktären av ödeläggande katastrofer. Verkliga mosseruptioner i Sverige är nästan okända, men i nederbördsrika områden med mycket mäktiga högmossar, till exempel Irland, är de ganska vanliga.

#### Högmossars arealtillväxt
Samtidigt med höjdtillväxten försiggår alltså, när omgivningens topografi så tillåter, en högmosses transgression, det vill säga utbredning åt sidorna. Man finner i de flesta högmossar en ofta mycket bred kantzon, inom vilken mossen med tiden utbrett sig över forntida torr fastmark. Resterna av den vid denna försumpning dödade skogen återfinns i sådana mosspartier i form av stubbar som är täckta av högmossens torvserie och med rötterna ännu fastsittande i dennas underlag. I intimt samband med transgressionen står utbildningen av högmossens egendomliga ytform. De flesta vitmossor kan inte leva i det på upplösta mineralämnen rika vatten som bildar fastmarkens och i viss mån även kärrens grundvatten. Därför hämmas högmosskantens framryckning när den når fram till sådant vatten. Men mossens höjdtillväxt fortsätter ändå. Därför får mossens kant formen av en ganska brant sluttning, vars höjd kan uppgå till 2 meter. Detta kallas för högmossens rand. Den kan luta starkt och vara väl dränerad och därför gärna skogbeväxt. När transgressionen går uppför en fastmarkssluttning, bildas i gränsen mellan torven och fastmarken en dal, så kallad lagg, i vilken ytvattnet från båda sidor samlas och möjliggör uppkomsten av ett växtfysionomiskt, från högmossen väl skilt, vanligtvis endast några meter brett kärrbälte, ofta med strödda buskar av klibbal (en sorts alkärr), sälg och björk. Laggen lutar vanligen mot mossens utlopp och bildar dess naturliga dräneringssystem.
Vid högmossens transgression nybildas laggen och randen hela tiden och skjuts så att säga före den framryckande mossen. Deras jordarter återfinns också nästan undantagslöst som bottenled i transgressionszonernas lagerföljd. Innanför randen utbreder sig mossen som en för ögat jämn, möjligen svagt sluttande yta, mossplanet. Där fortgår, så länge tillväxten fortsätter, högmossens ovan skildrade regeneration.

## Mosstyper
Mossar indelas i följande typer:
- Koncentrisk mosse:
  - En kupolformad mosse med en tydlig centralt belägen höjdpunkt.

- Excentrisk mosse:
  - Mossen är välvd med perifert belägen höjdpunkt.

- Tydligt välvd mosse:
  - Mossen har tydligt sluttande kantzon och i regel ett vidsträckt centralt "mosseplan". Dessa kallas även platåmossar.

- Svagt välvd mosse:
  - Mossen är svagt välvd till plan och oftast mer eller mindre skogklädd.

- Sluttande mosse:
  - En mer eller mindre sluttande mosse som oftast har ett tydligt parallellorienterat eller bågformat strukturmönster av strängar och höljor.

- Mosse av nordlig typ:
  - En plan eller svagt sluttande, öppen eller tallbevuxen "mosse". Här kan enstaka kärrindikerande arter förekomma som till exempel taggstarr och klotstarr. Ofta är övergången mot fastmark och kärr diffus samtidigt som tydliga laggkärr saknas.

## Berömda svenska våtmarker
- Florarna
- Komosse
- Muddus
- Sjaunja
- Store Mosse